# 아가일 패턴
아가일 패턴이란 마름모꼴을 연속적으로 배치하여 구성한 무늬이며, 다이아몬드 또는 로젠으로 만들어진다. 이 단어는 설계에서 개별 다이아몬드를 나타내는 데 사용되기도 하지만 일반적으로 전체 패턴을 나타낸다. 대부분의 아가일은 겹쳐진 모티브의 레이어를 포함하여 입체감, 움직임, 질감을 더해준다. 일반적으로, 솔리드 다이아몬드에는 교차하는 대각선의 오버레이가 있다.
아가일 패턴은 주로 니트나 가디건류에 사용되며 색 배합이 중요하다. 주로 가을에 입는 소재를 사용하는 옷에 사용되기 때문에 웜톤의 계열의 색이 자주 보인다.

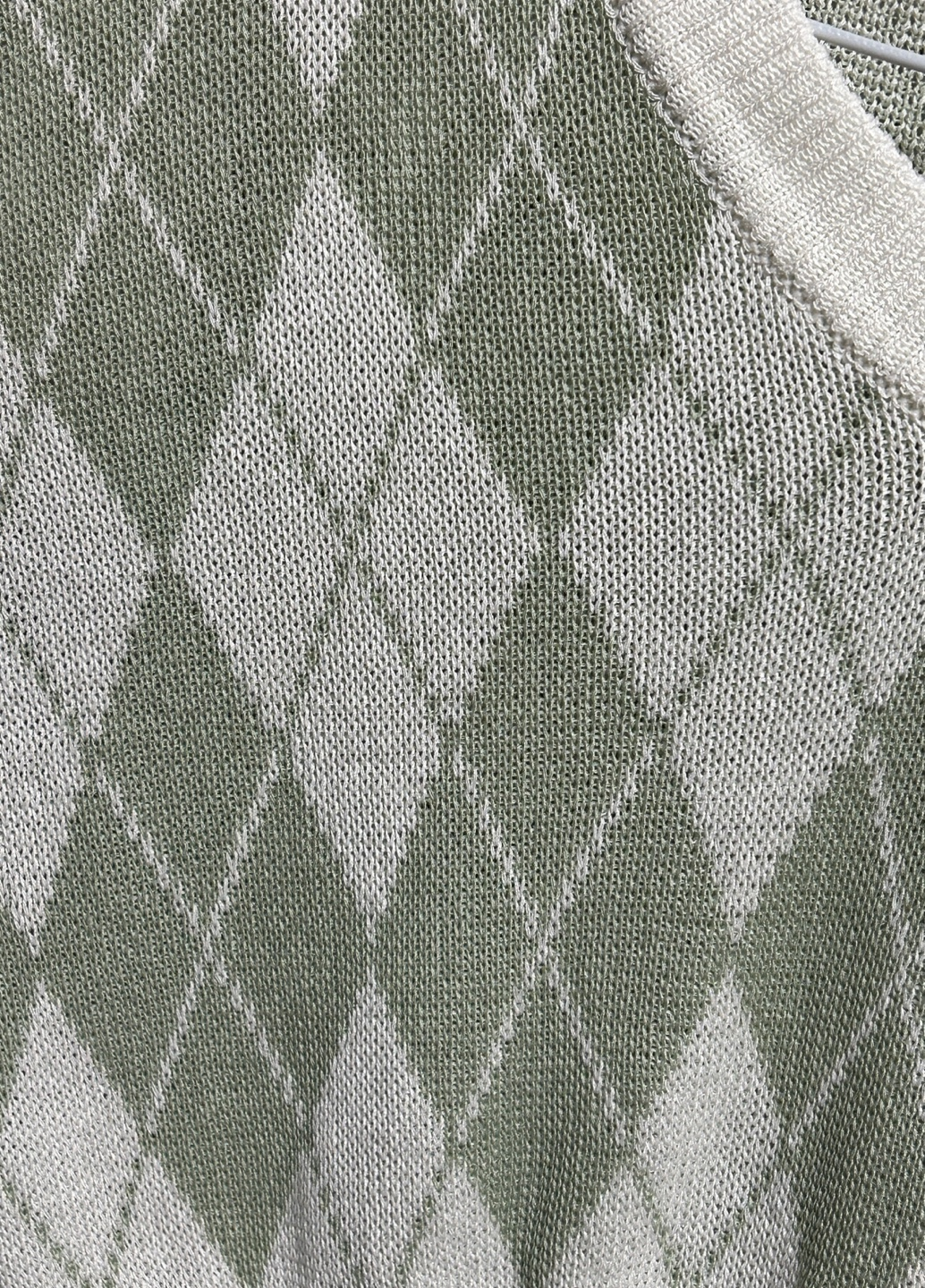
조끼에 짜여진 아가일패턴이다.

17세기, 서쪽에 살던 아가일 지방의 캠벨 씨족의 문장에서 유래되었다.